# 7670 Kabeláč
7670 Kabeláč eller 1995 QJ är en asteroid i huvudbältet som upptäcktes den 20 augusti 1995 av den tjeckiske astronomen Lenka Šarounová vid Ondřejov-observatoriet. Den är uppkallad efter den tjeckiska kompositören Miloslav Kabeláč.
Asteroiden har en diameter på ungefär 2 kilometer och den tillhör asteroidgruppen Nysa.